# Udo Dirkschneider
Udo Dirkschneider (Wuppertal, 6 de abril de 1952) é um cantor de heavy metal alemão, mais conhecido por sua passagem pela banda Accept e sua banda atual U.D.O.
Udo é bastante conhecido por suas características singulares: sua voz única, sua baixa estatura, suas roupas camufladas e seu cabelo loiro e curto. O vocalista do Skid Row, Sebastian Bach, declarou que Udo tem "o nome mais heavy metal de todos os tempos".

## Discografia

### Accept

#### Álbuns de estúdio
- Accept (1979)
- I'm a Rebel (1980)
- Breaker (1981)
- Restless and Wild (1982)
- Balls to the Wall (1984)
- Metal Heart (1985)
- Russian Roulette (1986)
- Objection Overruled (1993)
- Death Row (1994)
- Predator (1996)

#### Álbuns ao vivo
- Staying a Life (Live, 1990)
- Live In Japan (Live, 1992)
- All Areas - Worldwide (Live, 1997)
- The Final Chapter (Live, 1998)

#### EPs
- Kaizoku-Ban (Live-EP, 1985)
- Rich & Famous (EP, 2002)

### U.D.O.

#### Álbuns de estúdio
- Animal House (1987)
- Mean Machine (1988)
- Faceless World (1990)
- Timebomb (1991)
- Solid (1997)
- No Limits (1998)
- Holy (1999)
- Man And Machine (2002)
- Thunderball (2004)
- Mission No. X (2005)
- Mastercutor (2007)
- Dominator (2009)
- Rev raptor (2011)
- Steelhammer (2013)
- Decadent (2015)
- Steelfactory (2018)
- We Are One (2020)

#### Álbuns ao vivo
- Live From Russia (2001)
- Nailed To Metal - The Missing Tracks (2003)

#### Compilações
- Best Of (1999)
- Metallized (2007)

#### Singles/EPs
- They Want War (1988)
- Heart Of Gold (1990)
- Faceless World (1990)
- Two Faced Woman (1997)
- Independence Day (1997)
- Lovemachine (1998)
- Dancing With An Angel (2002)
- 24/7 EP (2005)
- The Wrong Side Of Midnight EP (2007)

#### DVDs
- Nailed To Metal - The Complete History (2003)
- Thundervision (2004)
- Mastercutor Alive (2008)
- Navy Metal Night (2015)

### Dirkschneider and the Old Gang

#### EPs
- Arising (2021)